# Marocco (Veneto)
Marocco (Maroco /ma'rɔko/ in veneto) è una località amministrativamente suddivisa tra il comune di Venezia, nella omonima città metropolitana, e Mogliano Veneto, in provincia di Treviso.

## Geografia fisica
Con "Marocco" ci si riferisce alla zona in cui il Terraglio attraversa il fiume Dese, il quale funge da confine tra la provincia di Treviso e la ex provincia di Venezia. Più precisamente, indicherebbe l'area un tempo occupata dagli antichi colmelli di San Zulian e San Nicolò sulla riva mestrina e di Marocco sulla riva moglianese ad est del Terraglio. Negli ultimi tempi il toponimo si è esteso però anche alla località Marignana, che sorge in comune di Mogliano ad ovest della strada, dove nel secondo dopoguerra è sorto un quartiere residenziale.

### Marocco di Mogliano
Marocco di Mogliano mostra uno sviluppo urbano di rilievo ad ovest della Statale, presso l'incrocio con via Marignana, mentre meno abitata è la zona di campagna che si sviluppa lungo via Marocchesa, sul lato opposto. Costituisce una delle nove circoscrizioni del comune (quartiere 5 - Marocco).
A Marocco di Mogliano è ubicata la Direzione per l'Italia delle Assicurazioni Generali.
È parte della parrocchia di Sant'Antonio di Mogliano (vicariato di Mogliano, diocesi di Treviso), la cui chiesa, di recente costruzione, sorge sulla piazza omonima.
Durante la Serenissima la località corrispondeva ai colmelli di Marignan, ad ovest, e Marocco, ad est, ricadenti nella villa di Mogliano.

### Marocco di Venezia
Sul versante mestrino, Marocco si sviluppa ad ovest del Terraglio, lungo l'inizio di via Gatta. Si divide nelle due località di Marocco Terraglio e Marocco Zelarino. Il 7 ottobre 2008 la prima, compresa nella Municipalità di Mestre-Carpenedo, contava 658 abitanti, la seconda, parte della Municipalità di Chirignago-Zelarino, 46.
Dal punto di vista ecclesiastico, questo quartiere si trova sotto il patriarcato di Venezia.
Fu comune autonomo sotto Napoleone ma, passato al Regno Lombardo-Veneto, venne incorporato a quello Mestre.

## Origini del nome
Una paretimologia fa derivare il toponimo (attestato dalla metà del XIV secolo) da "mar rauco", sostenendo che la costa un tempo giungeva sino a Marocco. L'ipotesi più verosimile, comunque, lo avvicina a Matruchus o Madruchus, nomi propri assai diffusi tra i Goti (a cui si ricollegano i toponimi Dese e Castelcigoto). Dante Olivieri, invece, lo rimanda al latino Marius, aggiungendovi un raro suffisso -ocu.

## Storia

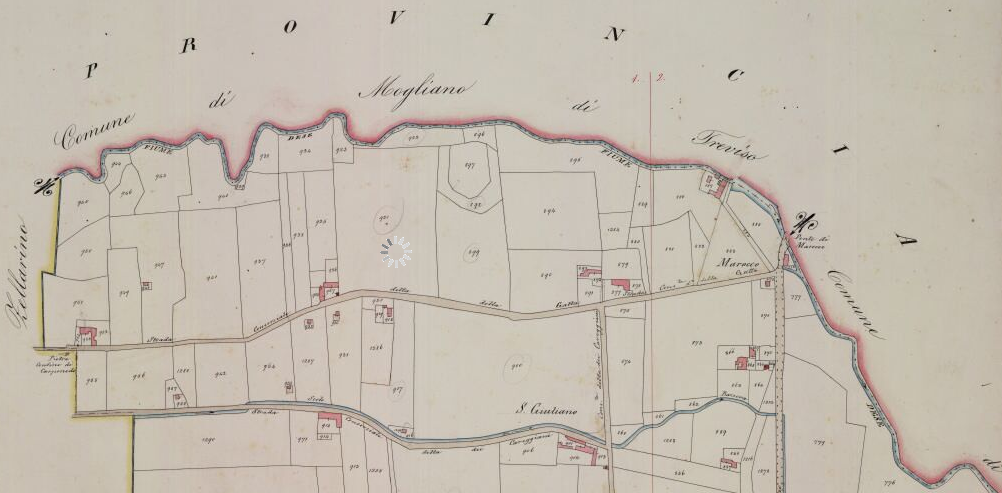
Mappa Ottocentesca di Marocco di Mestre. Si può notare, a nord di via Gatta, un appezzamento di forma circolare, resto di Castelcigoto; l'area è attualmente urbanizzata.

In epoca romana Marocco rappresentò il limite meridionale della centuriazione Altinate, oltre il quale si estendeva una fascia di boschi. L'antica organizzazione agraria è ancora evidente nella regolare disposizione di strade, campi e fossati.
A ridosso del fiume Dese nello spazio compreso tra le attuali via Carlo Armellini e via Monzambano si trovava in passato un fortilizio indicato come Castelcigoto. L'origine del castello sembra molto antica, presumibilmente romana visto che si trovava al limite della centuriazione e all'incrocio tra due strade ritenute rispettivamente un cardo e un decumano. Tuttavia il nome suggerirebbe un legame con gli Ostrogoti, a cui forse passò dopo la caduta dell'Impero romano d'Occidente. Castelcigoto ebbe un'importanza considerevole in epoca medievale, come testimoniano i numerosi riferimenti scritti. Già dal Quattrocento fu però reso inutile dalla stabilità politica seguita alla conquista della Serenissima; fu quindi abbattuto e al suo posto sorse una casa colonica. Il toponimo si estese però all'area circostante: nel 1315 è menzionata una regula con questo nome ed è riportato nelle mappe sino al 1781; «strada comuna de Castel Cigotto» era denominata ancora alla metà del Seicento la via che collegava le attuali vie Tre Garofoli e Gatta all'altezza della rotonda.
A parte il castello, si può supporre che durante tutto l'alto medioevo anche l'area di Marocco fosse decaduta e abbandonata, come testimonia l'atto di fondazione del monastero di Mogliano («locus nominatur Moliane, [...] et erat vastitas solitudinis et silvosum locum, ubi erat nulla habitatio hominum»).
Dopo l'anno Mille si assistette ad una notevole ripresa, a cui si legò lo sviluppo dei traffici sul Terraglio, l'importante arteria che tutt'oggi collega Mestre a Treviso. A Marocco sorse una locanda (l'ex ristorante "Al Postiglione"), mentre poco più a sud, presso l'attuale Favorita, fu fondato il monastero di San Zulian del Bosco, citato già in una bolla papale del 1184. Ma il passaggio della strada e la presenza del Castelcigoto portò anche ad un'incessante serie di eventi bellici: nel 1192 passano per Marocco le truppe padovane alla volta di Mogliano, dove incendiano l'abbazia; nel 1234 sempre i Padovani attaccano il castello; l'anno successivo è la volta di Ezzelino III da Romano; nel 1257 Castelcigoto viene consegnato da Alberico da Romano, fratello e nemico del precedente, alla lega in lotta contro il "Tiranno". Nel XIV secolo è al centro delle mire espansionistiche di Cangrande della Scala che, nell'intento di conquistare Treviso e Mestre, passa più volte per Marocco. Solo dal 1338 la Serenissima conquista il territorio ponendo fine a questo bellicoso periodo.
Dal punto di vista amministrativo, Marocco era allora possedimento del comune di Treviso. La zona era compresa entro l'arcipretato di Mestre, essendo parte della pieve di Carpenedo. Era inoltre organizzata in due regulae: Castelcigoto (poi San Zulian) ad ovest del Terraglio e San Nicolò ad est. Oltre il Dese, territorio della pieve di Mogliano, esisteva il comune di Moggian Marocco. Sotto la Repubblica il sistema fu pressoché mantenuto, anche se i tre comuni vennero posti sotto la nuova podesteria di Mestre.
Solo dopo la guerra della Lega di Cambrai, tuttavia, si raggiunse un momento di stabilità. È questo il periodo in cui i Veneziani, con l'indebolimento dei commerci via mare seguiti alla scoperta dell'America e all'affermarsi dell'Impero ottomano, volgono i propri interessi alla terraferma e costruendo le prime ville. Sorgendo sul Terraglio e a breve distanza dalla Laguna, Marocco è una delle prime località ad essere investita da questo fenomeno.
Alla caduta della Serenissima (1797) succedette il breve periodo della Francia rivoluzionaria, durante il quale l'eccessiva libertà amministrativa (ciascun paese poteva scegliere da sé la propria municipalità) portò ad una situazione di caos. Ma già qualche mese dopo, il Veneto fu ceduto agli Austriaci che, di fatto, ripristinarono le vecchie istituzioni veneziane (Mestre fu sede di provveditoria). Nel 1805 il Veneto passò all'Impero Napoleonico: vennero istituiti i comuni e Marocco risultò diviso fra Mogliano di Mestre e Carpenedo; facevano riferimento al cantone di Mestre, assegnato dal 1807 al dipartimento dell'Adriatico.
Nel 1813 le truppe dell'Impero austriaco occuparono tutti i paesi lungo il Terraglio, ponendo Venezia sotto assedio. L'intera zona fu un brulicare di soldati e nella stessa Marocco sorsero accampamenti. A villa Volpi fu posto il comando. Nel 1814 gli Austriaci presero il definitivo controllo sul Veneto e l'anno successivo costituivano il Regno Lombardo-Veneto. Poco dopo, Mogliano di Mestre e Carpenedo furono incorporati rispettivamente a Mogliano e a Mestre.
I moti del 1848-'49 con la costituzione della Repubblica di San Marco e il successivo assedio di Venezia, portarono ancora a Marocco truppe e comandi militari. Nell'attuale villa Fürstenberg si insediò il generale Haynau che dirigeva le operazioni militari e nello stesso palazzo furono portate avanti le trattative per la resa.
Nel 1866 Marocco è nuovamente coinvolta nelle operazioni militari che portarono al passaggio del Veneto al Regno d'Italia.

## Monumenti e luoghi d'interesse
Per praticità si è deciso di dividere i siti di interesse in quattro sezioni, corrispondenti alle quattro principali strade che attraversano Marocco:
- via Terraglio, la statale che collega Mestre a Treviso muovendosi in direzione nord-sud;
- via Marignana, laterale destra del Terraglio lungo la quale si sviluppa Marocco di Mogliano;
- via Marocchesa, laterale sinistra sempre in comune di Mogliano che attraversa una zona rurale;
- via Gatta, laterale destra lungo la quale si sviluppa il quartiere mestrino.

### Via Terraglio

#### Ex cave Cenacchi
Vi si può accedere dal Terraglio (via Madonna Nicopeja) o, in alternativa, da via Marocchesa (via Confalonieri). Si tratta di un tipico esempio di cave senili: utilizzate in passato per l'estrazione di argilla, sono state in seguito abbandonate trasformandosi in un sito di notevole interesse naturalistico.
Il rinvenimento di alcuni pozzi risalenti al periodo romano ha fatto pensare che l'attività estrattiva sia continuata dai tempi più antichi sino all'età contemporanea. Tuttavia di una fornace nella zona si ha notizia solo dal Settecento e si sa che all'epoca veniva affittata di sei mesi in sei mesi dai proprietari. Nota nel secolo successivo come "fornace Della Giovana", passò poi ai Cenacchi. Il complesso smise di funzionare circa cinquant'anni fa.
Le ex cave Cenacchi occupano oggi un'area di circa diciotto ettari in cui sussistono ambienti molto diversificati: prati umidi e aridi, siepi, boschi, saliceti, canneti. La recente proposta di convertirla in zona edificabile ha portato alla costituzione di un "Comitato a difesa delle ex cave di Marocco" per la valorizzazione ambientale attraverso il riconoscimento a ZPS o SIC

#### Villa Padoan

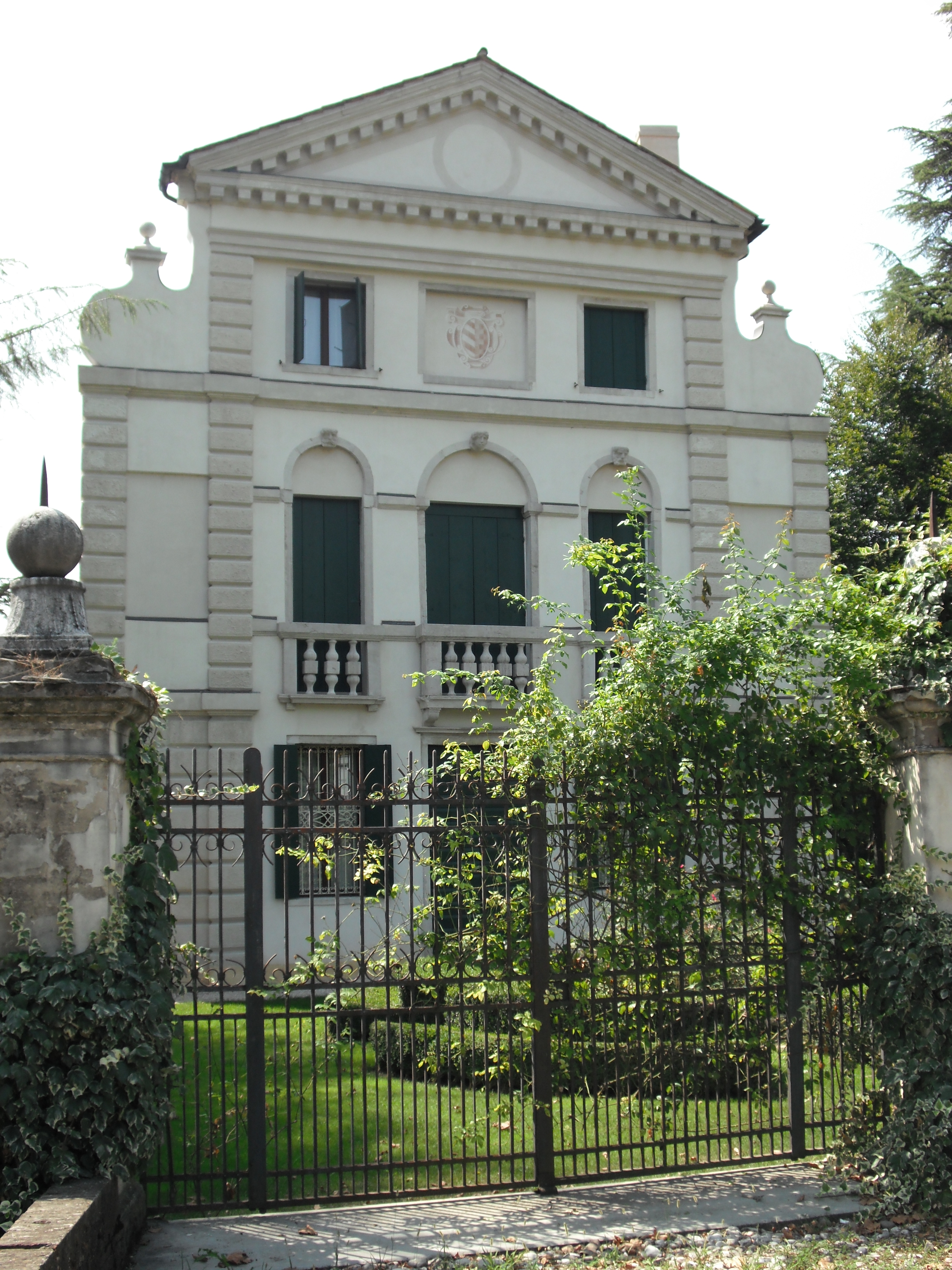
Villa Padoan, sul Terraglio.

In comune di Mogliano, sorge sul lato occidentale della strada. Di aspetto settecentesco, ha in realtà origini antichissime, essendo sin dal Duecento proprietà dei Tiepolo. Qui si ritirò nel 1298 Jacopo Scopulo Tiepolo, figlio del doge Lorenzo, non volendo aggravare i contrasti politici tra la fazione popolare, che lo avrebbe voluto doge, e la fazione aristocratica. Qualche tempo dopo, il figlio Bajamonte ordì qui la nota congiura con l'obiettivo di rovesciare il doge Pietro Gradenigo. Fu poi dei Contarini (e sembra del doge Alvise) e, dopo vari passaggi di proprietà, ospita attualmente un ambulatorio.

#### Villa Volpi
L'edificio più grandioso della zona è l'ottocentesca villa Volpi (villa Morosini-Gatterburg, Volpi di Misurata), divisa tra i comuni di Mogliano Veneto (casa padronale, cappella e altri corpi) e Venezia (rustico). Si sviluppa infatti a cavallo del fiume Dese, affacciandosi inoltre sul lato est del Terraglio.

#### Ex ristorante al Postiglione
L'edificio, di fronte a villa Volpi, è oggi abbandonato ma per lungo tempo ha ospitato una locanda. Già nel medioevo sorgeva sullo stesso luogo l'hostaria de Maroco, di importanza fondamentale vista la posizione lungo il Terraglio e la vicinanza a un posto di dogana lungo il Dese.
È rappresentato nelle mappe a partire dal 1560. Raffigurazioni successive dimostrano che ha mantenuto le medesime forme dal Seicento sino ad oggi: una massiccia costruzione sviluppata su tre livelli, con porticato al piano terra e un balconcino al primo.
Nel Cinquecento l'osteria era dei Tiepolo, passando poi ai Pizzamano e quindi ai Sagredo. Sotto quest'ultima gestione le furono aggiunti una beccaria ("macelleria") e un forno, i cui prodotti erano celebri a tal punto da essere citati dal Goldoni in Chi la fa l'aspetta. In termini economici l'esercizio fruttava parecchio, e in effetti era l'unica osteria di Carpenedo a rimanere aperta anche durante le funzioni religiose.
Denominata poi Locanda al Gallo, mutò poi l'insegna in Locanda alla Corona poiché vi avrebbe sostato Napoleone (risale a quel periodo la corona in ferro battuto collocata all'esterno). Il 12 agosto 1866, terminata la terza guerra di indipendenza con l'annessione del Veneto al Regno d'Italia, qui si incontrarono alcuni ufficiali di entrambe le parti per festeggiare la fine delle ostilità.

#### Villa Fürstemberg
Vi si accede tramite un lungo viale alberato che si diparte dal lato occidentale della strada. Si ha notizia di una dimora signorile sin dal XVI secolo, ma si ritiene che l'attuale edificio sia stato costruito tra il Sette e l'Ottocento. È nota in quanto vi fu firmata la resa della Repubblica di San Marco agli Austriaci.

#### Villa Fasolo-Tozzato
Non si affaccia al Terraglio, ma si trova lungo una sua laterale, via Tre Garofoli, immersa in un'area agricola non lontano dalla ferrovia Venezia-Udine. Dell'edificio si ha notizia sin dal Seicento, quando era dei Giustinian, ma è stato più volte rimaneggiato. Si caratterizza per il suo marcato sviluppo orizzontale, costituito dalla casa padronale raccordata a due ali.

### Via Marignana

#### Chiesa di Sant'Antonio

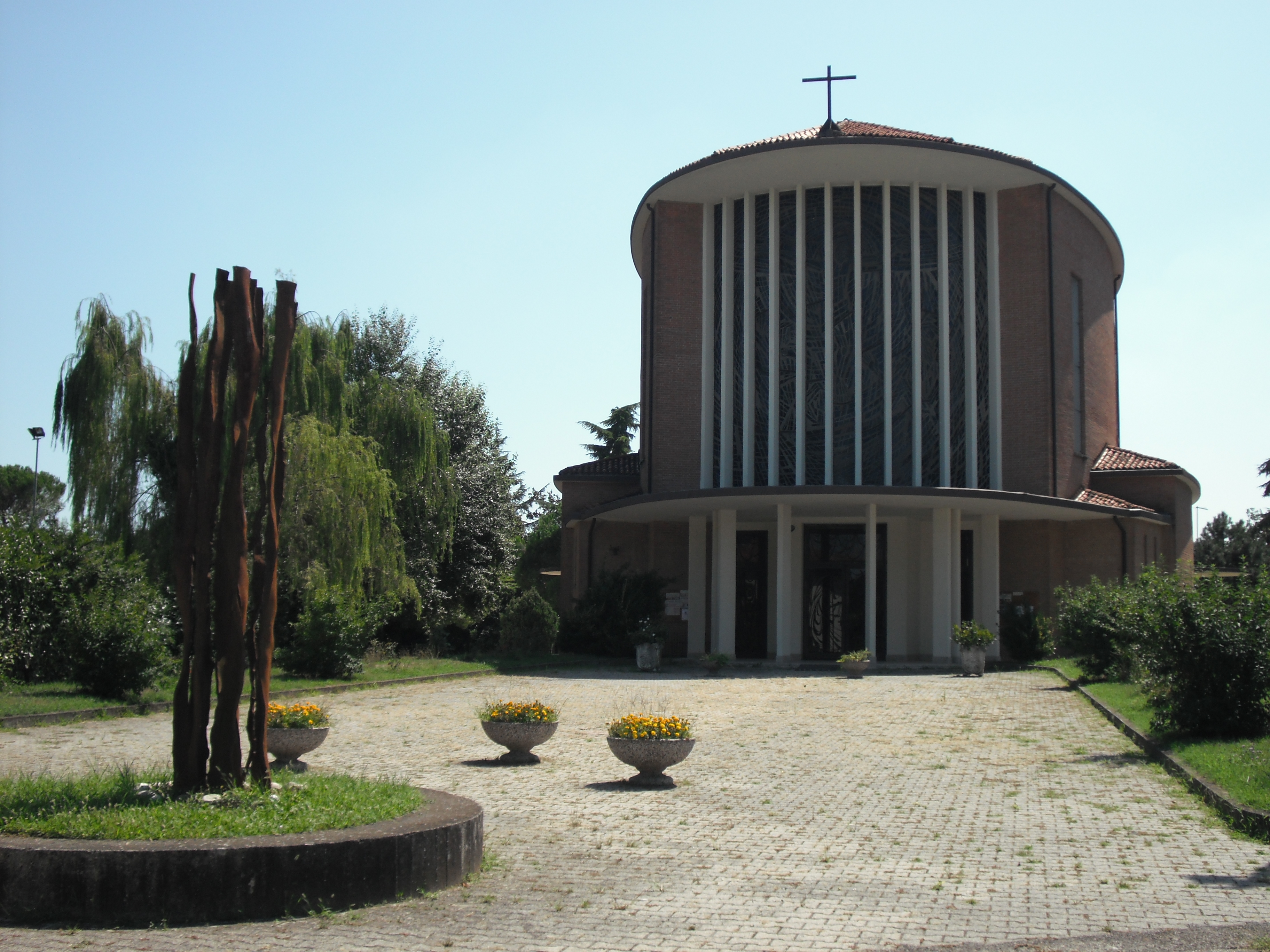
La chiesa di Sant'Antonio.

La parrocchiale, intitolata a Sant'Antonio da Padova, è un edificio moderno costruito nell'ambito dello sviluppo del quartiere, avvenuto nel secondo dopoguerra. Fu progettata dall'architetto Achille Vettorazzo e consacrata il 13 giugno 1969 da mons. Antonio Mistrorigo. Conserva alcune opere di Toni Benetton (i portali e l'Animus humanus, all'esterno).

#### Villa Mattiuzzi
In via Marignana, è da ricordare villa Mattiuzzi, forse cinquecentesca, ma citata solo dal Settecento. Si tratta di un edificio dalle linee molto semplici. Vi abitò Gaetano Tavoni, militare decorato con la Medaglia d'Oro al Valor Militare.

#### Villa Flavia

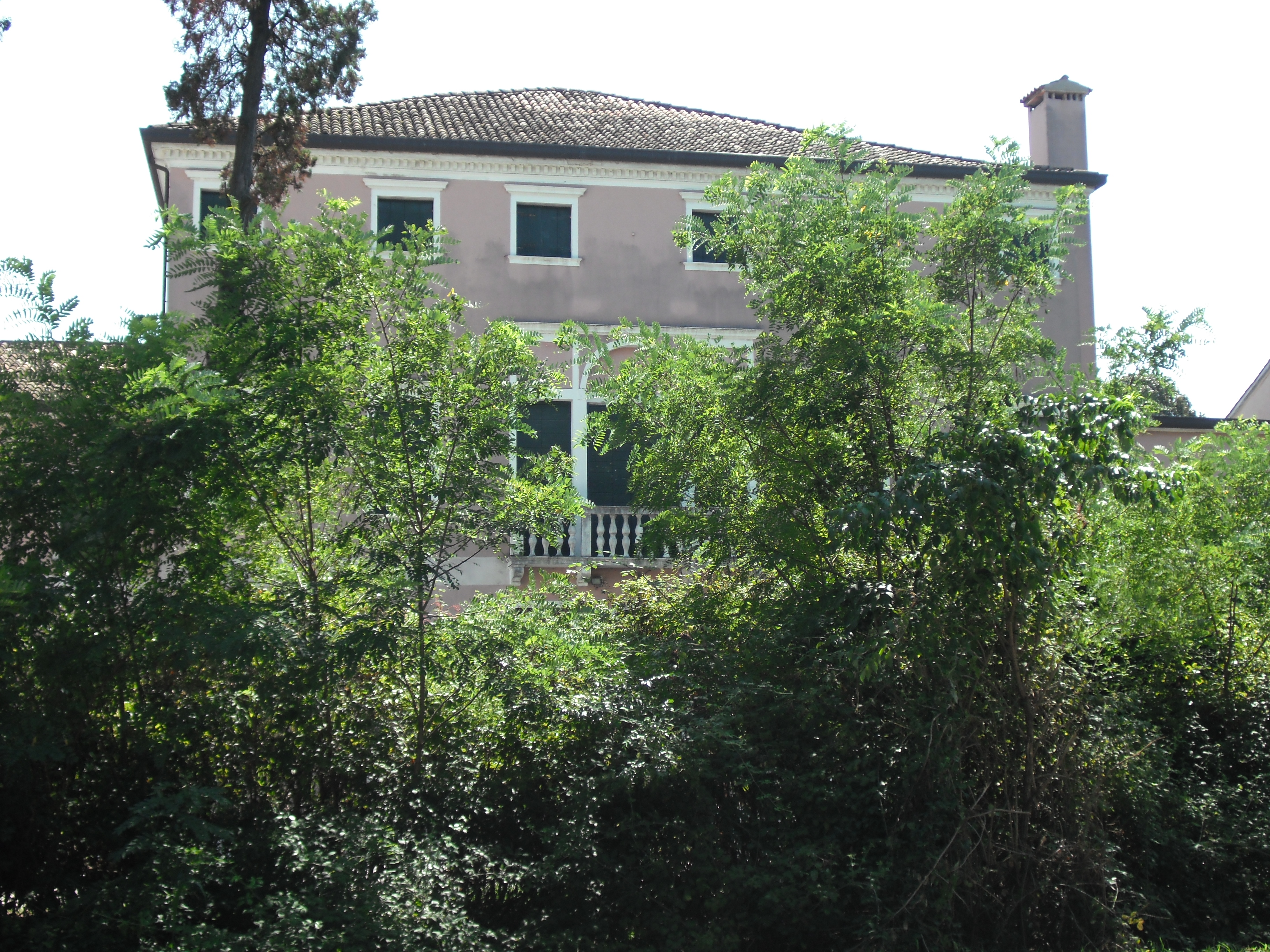
Scorcio del retro villa Flavia.

Quasi di fronte alla precedente, è un palazzo settecentesco di cui merita un cenno l'ampio parco, realizzato dall'architetto Gaetano Depestes.

#### Villa Benetton

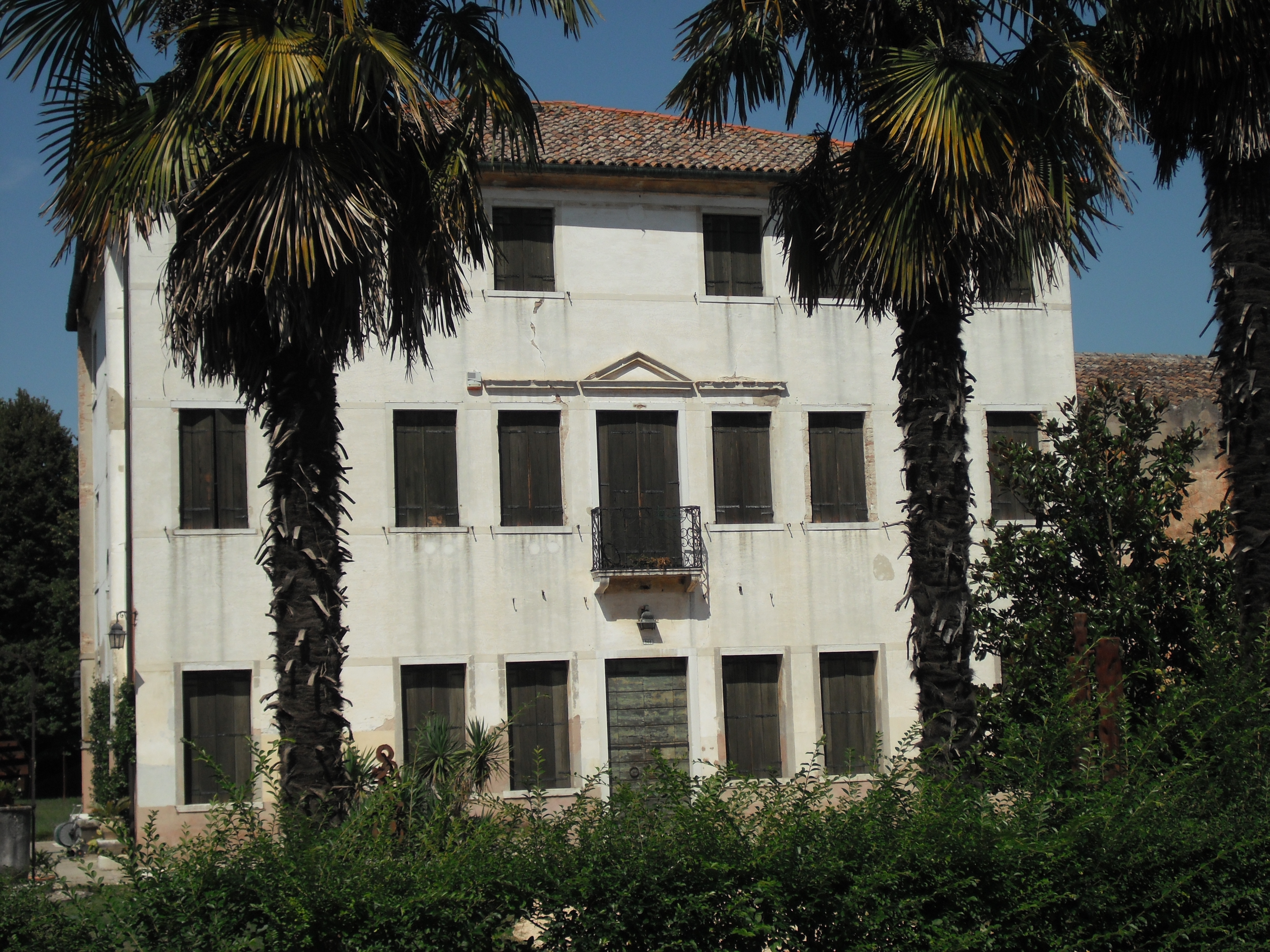
Il corpo centrale di villa Benetton.

Ultimo palazzo di via Marignana è villa Benetton. È stata l'abitazione dello sculture trevisano Toni Benetton e, dal 1967 divenne sede dell'Accademia internazionale del ferro battuto da lui stesso fondata. Oggi è adibita a museo dove è possibile ammirare molte opere dell'artista e, talvolta, mostre periodiche.

#### Adiacenze di villa Algarotti e ca' Soderini
Si tratta di due palazzi signorili demoliti tra la fine del Settecento e l'inizio dell'Ottocento, dei quali però restano alcune adiacenze.
Di villa Algarotti sopravvive la barchessa, edificio a L adattata oggi a residenza privata.
A Ca' Soderini era annesso il mulino Turbine, antico opificio sul Dese oggi diviso in più proprietà.

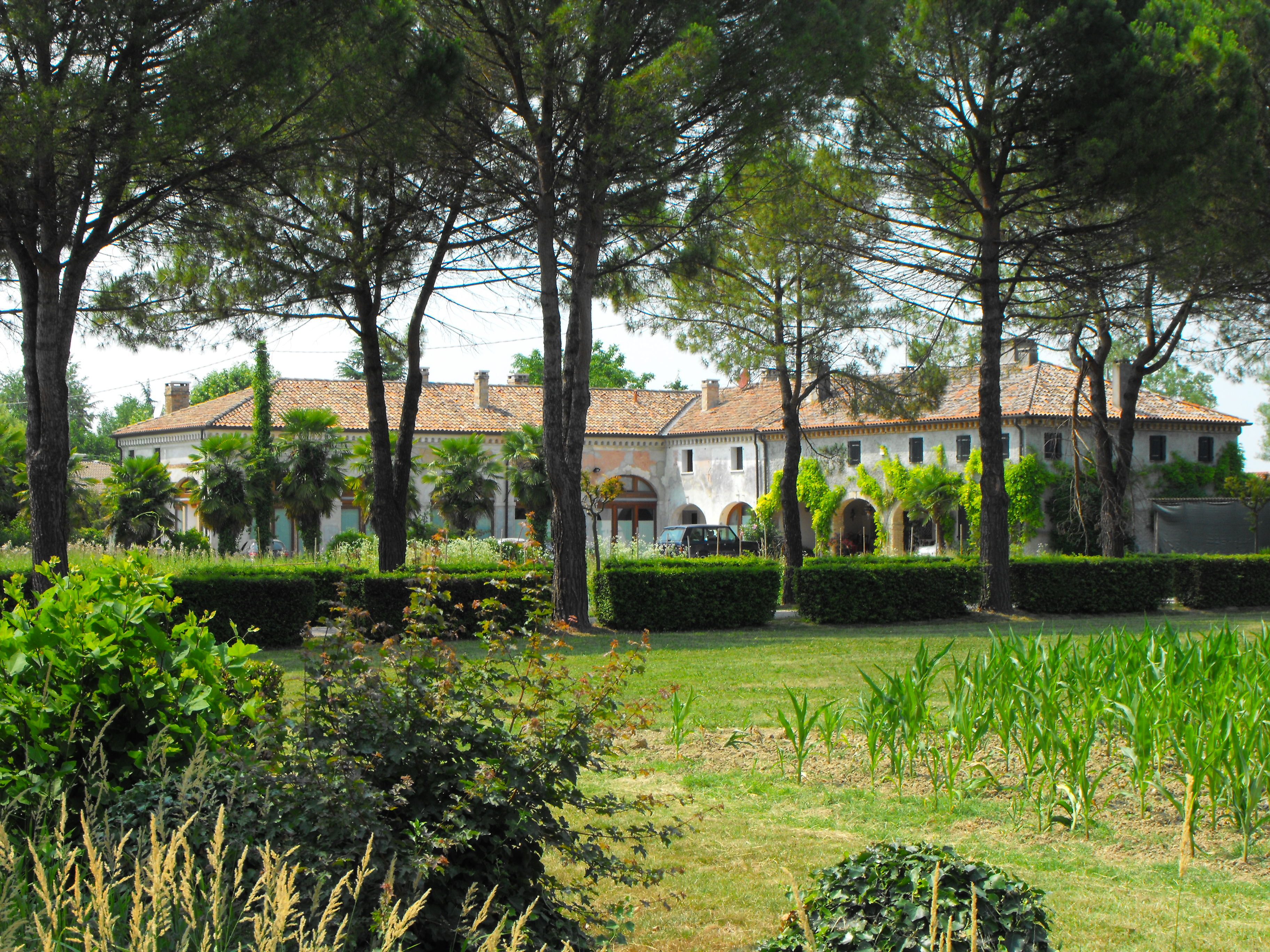
Ciò che resta di villa Algarotti: la barchessa.
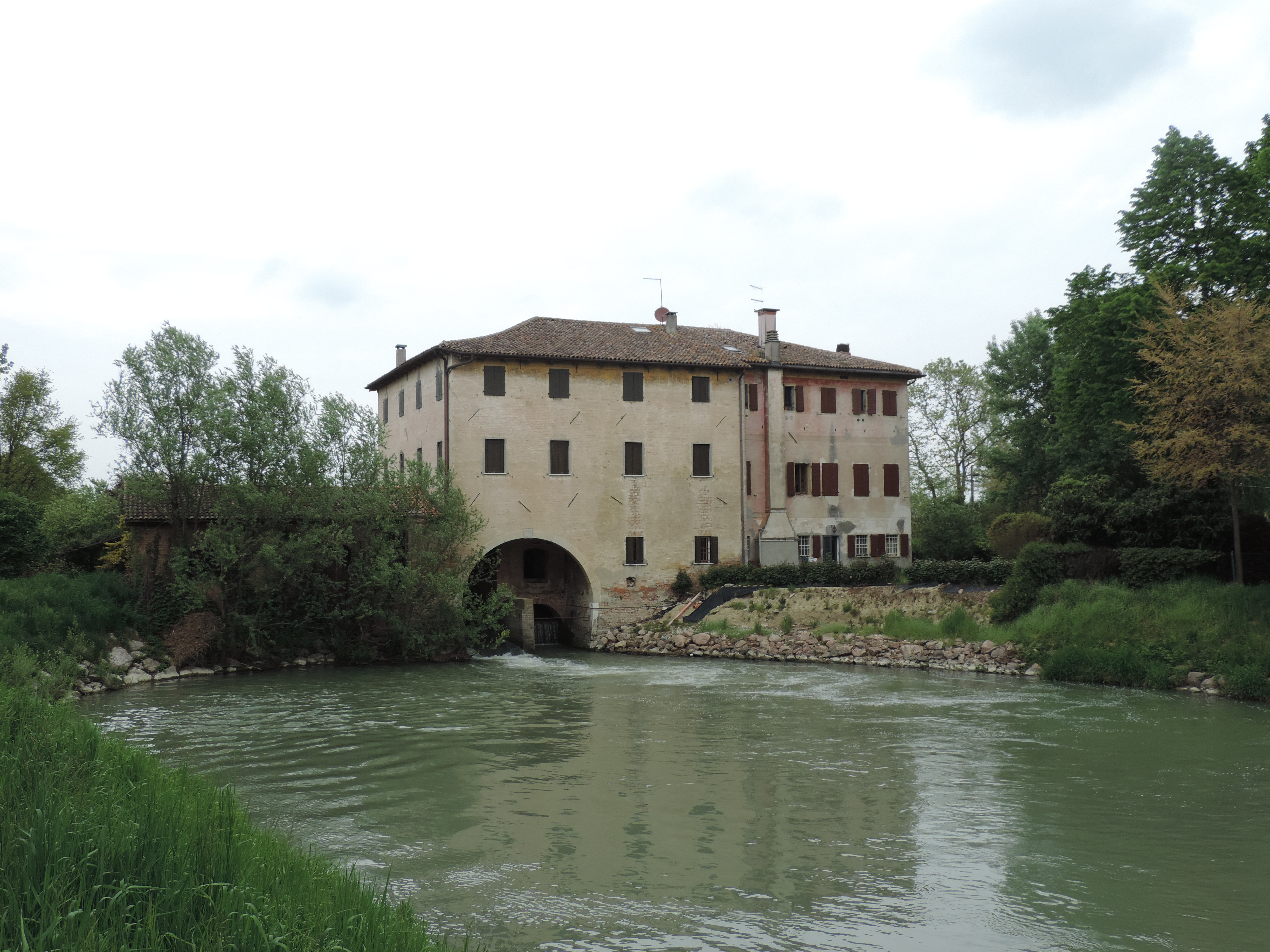
Mulino Turbine, vecchio edificio sul Dese.

### Via Marocchesa

#### Veneland

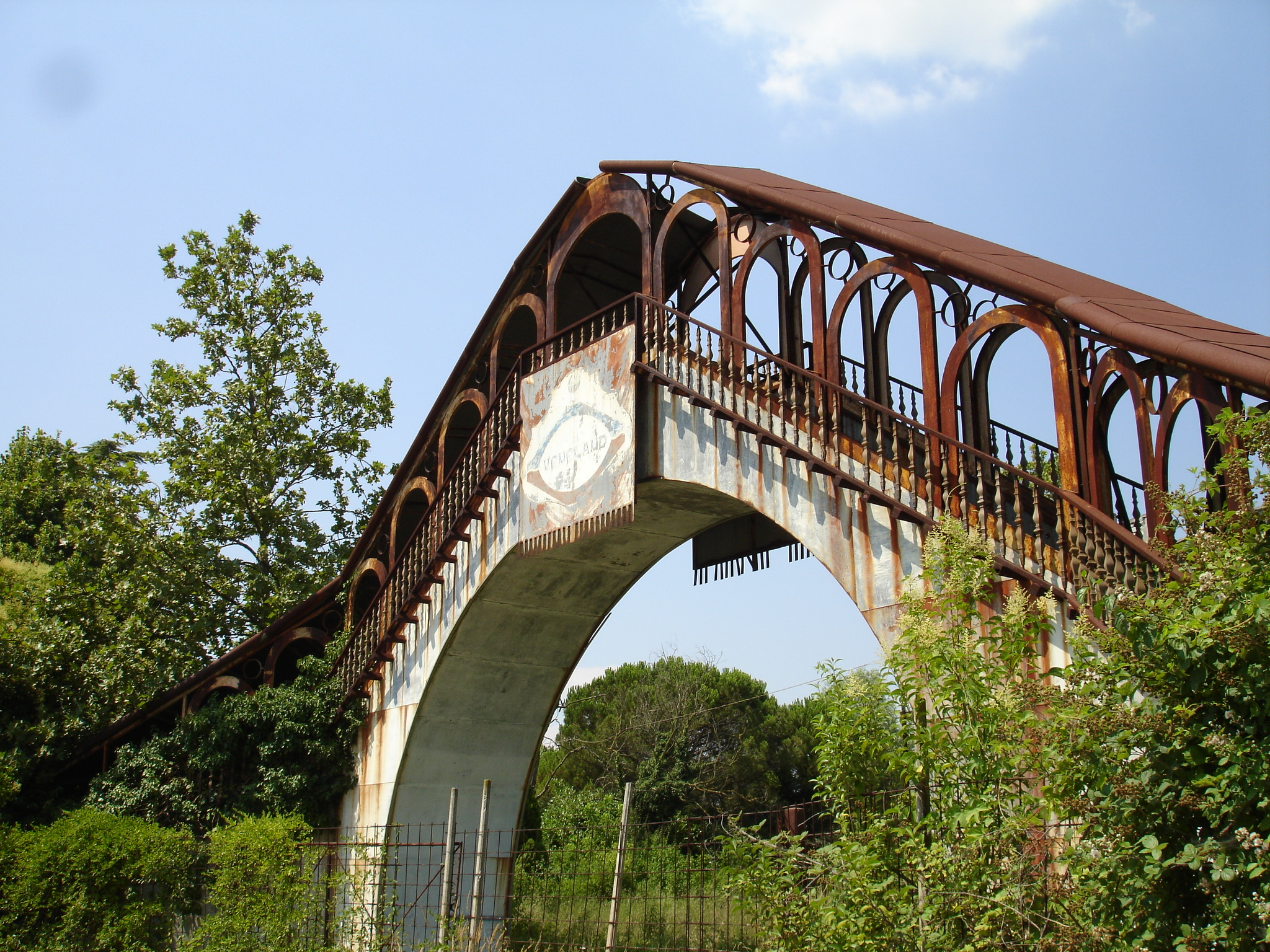
L'arco di ingresso dell'ex-Veneland

All'inizio di via Marocchesa, sulla sinistra venendo dal Terraglio, si trovava Veneland, un piccolo parco di divertimenti. Nato nella seconda metà degli anni settanta sulla scia del successo di altri parchi dell'epoca, Veneland aveva una pista di pattinaggio sul ghiaccio, giostre, videogiochi, pizzeria, chioschi bar e un piccolo zoo. Ebbe tuttavia breve vita: chiuse i battenti già nel 1980 per incassi troppo bassi. Da allora le strutture sono state abbandonate e le attrezzature rimaste sono divenute così facile preda di visitatori che hanno spogliato il parco di ogni suppellettile presente. Attualmente, del complesso resta un capannone e il vistoso arco d'entrata (ispirato al Ponte di Rialto).

#### Ex Istituto Sordomuti

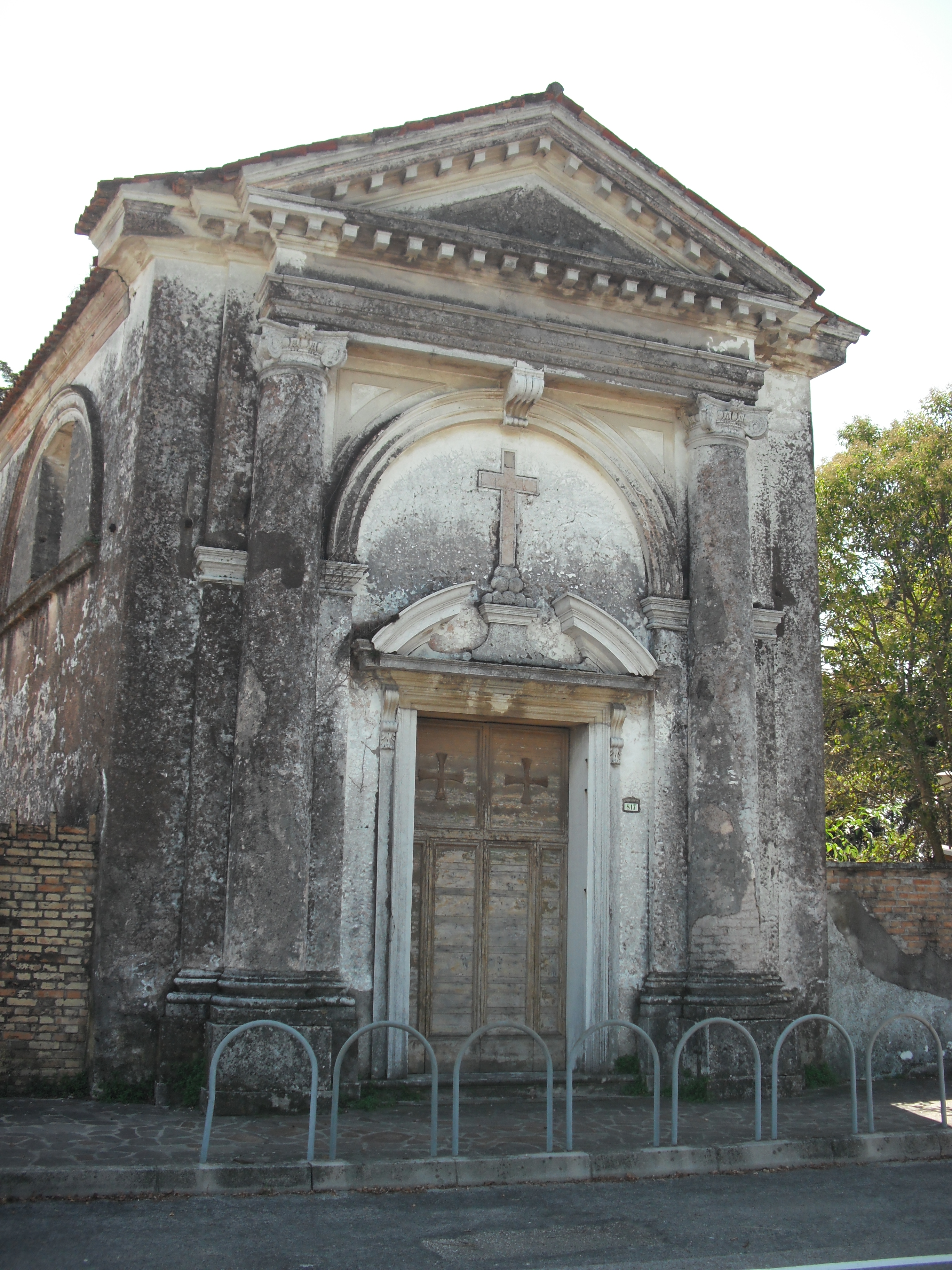
L'oratorio di San Michele.

Il complesso, attualmente in disuso, ha una storia nobile: sin dal Cinqucento il fondo ospitava un palazzo dei Tiepolo, a cui era annesso un fondo agricolo costituito da un brolo (orti e frutteti) e trenta campi. La costruzione si articolava nella casa domenicale, rivolta al Terraglio, e in due fabbricati di servizio.
Prima del 1590 il complesso era passato ai Pizzamano, ma già nel 1663 risulta dei Malipiero, mentre nel 1740 era dei Fovel. Attorno al 1760 passò al conte Spiridion Peruli il quale aveva pianificato (ma il progetto non fu mai realizzato) un ampliamento del perimetro per dare all'area una forma quadrangolare modificando il tracciato della via Marocchesa. Dopo essere stata dei Mons, in età napoleonica la villa fu demolita e i nuovi proprietari, i Guadagnin, si stabilirono in una delle barchesse. Dopo tre generazioni, la villa fu venduta agli Stadler.
Nel 1928 la villa fu acquistata dalla Provincia di Venezia e l'anno successivo vi fu aperto l'Istituto Sordomuti. Durante questo periodo il complesso fu modificato e ampliato.
Il centro ha continuato a funzionare come istituto a convitto sino al 1975, quando si evolse in centro Audiofonologico. Quest'ultimo fu trasferito poi alla Gazzera e gli edifici hanno ospitato per un periodo il Centro di Elaborazione Dati della Provincia di Venezia. Nel 2007 gli stabili sono stati venduti alla Generali Proprieties s.p.a.
Sulla strada si affaccia ancora l'oratorio dedicato all'Arcangelo Michele, costruito ai primi del Settecento.

#### Villa Frisotti-Parenzan

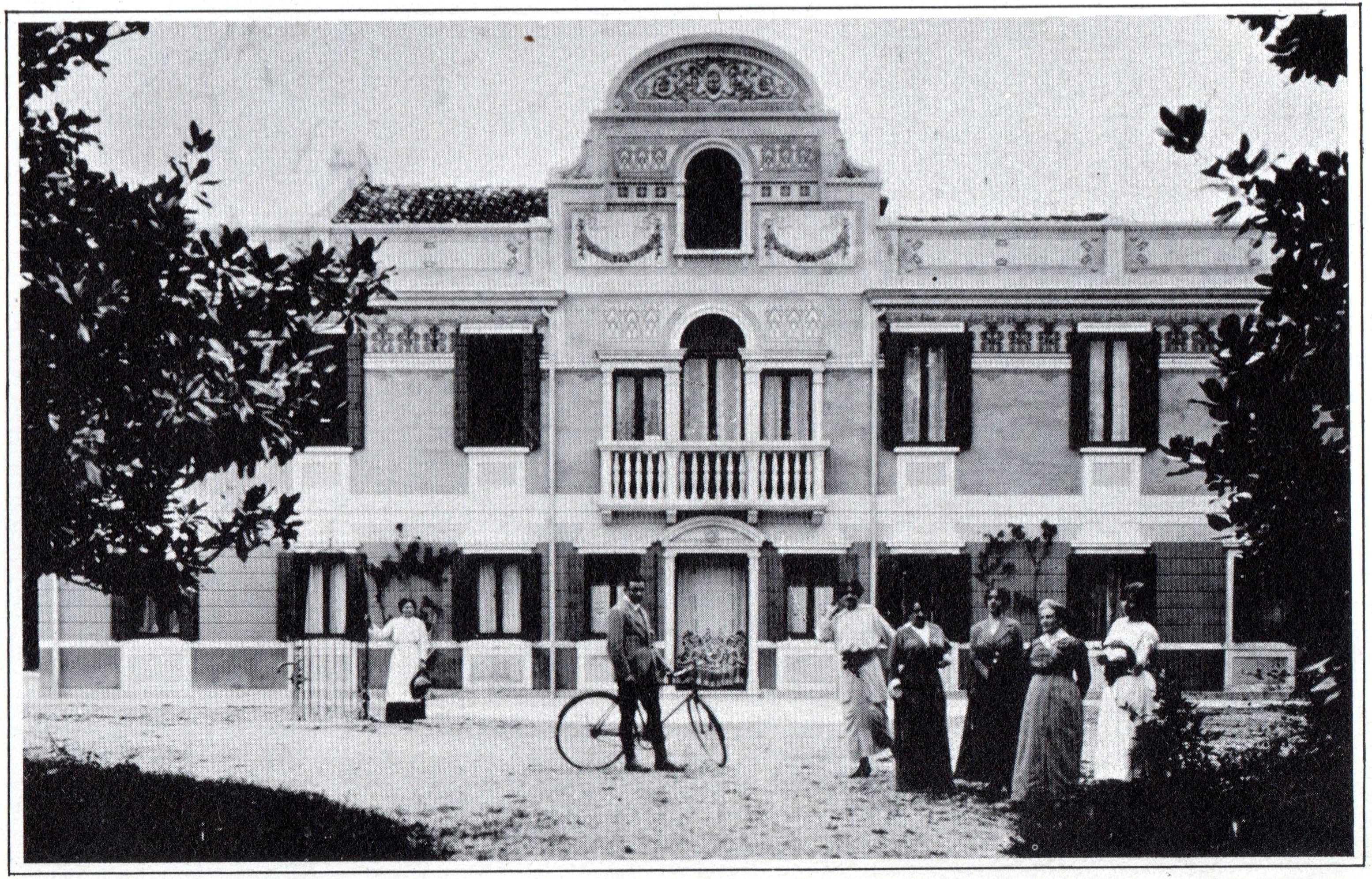
Villa Frisotti primi '900.

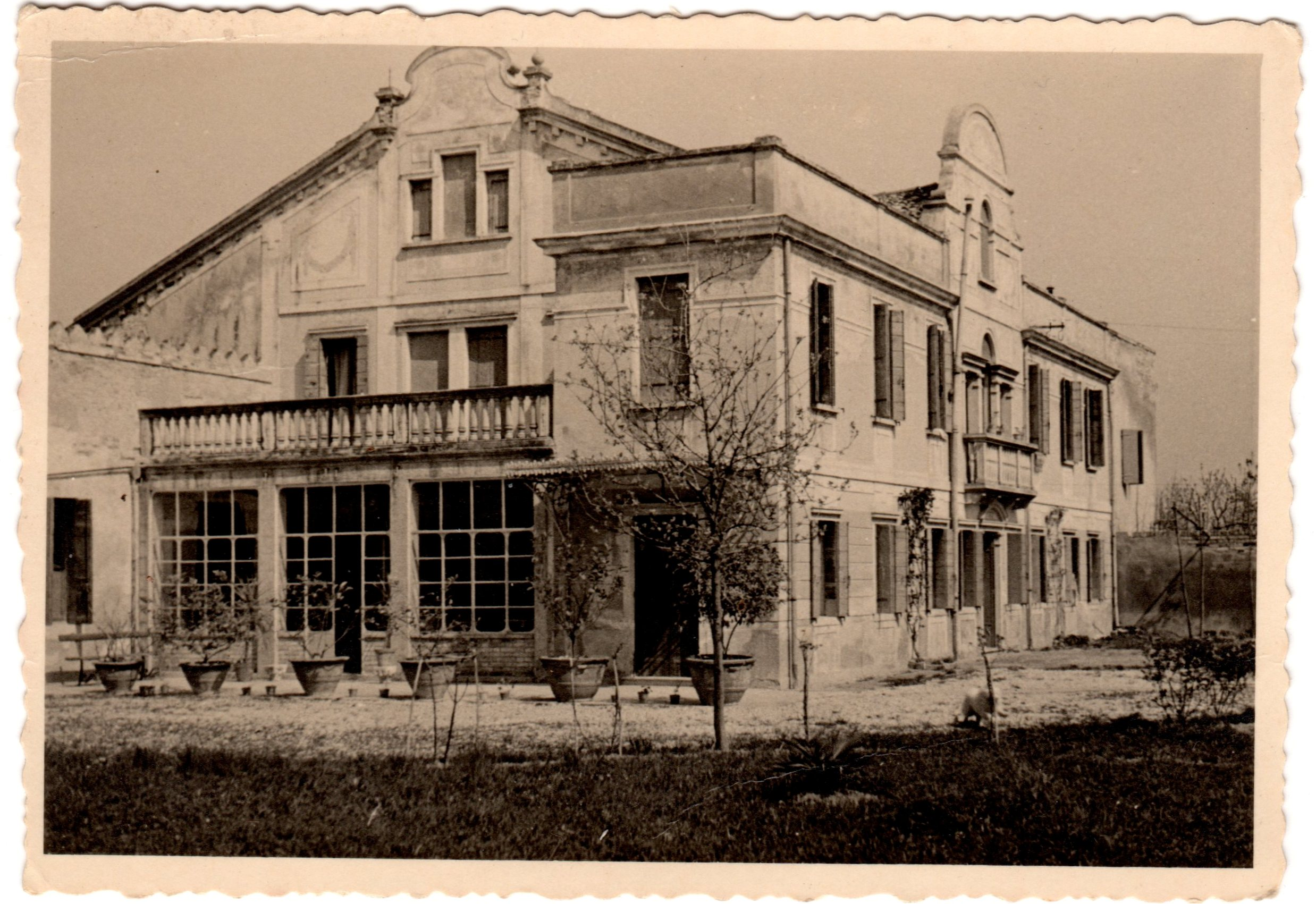
Villa Frisotti negli anni '60.

Fu nel '500 casa domenicale dei Benedetti e nel '700 Villa dei Barbarigo, passata poi ai Salvioli e più tardi ai conti Tornielli, poi appartenuta ai conti Frisotti per circa un centinaio d'anni. Nel 1975 ne è stata ceduta una parte alla famiglia Parenzan. Oggi la Villa Frisotti-Parenzan ha conservato l'originaria struttura, sebbene durante il secolo scorso abbia subito rifacimenti, che ne hanno parzialmente modificato l'aspetto. Esternamente sono scomparse le decorazioni pittoriche novecentesche, ma sono rimaste intatte le forme, con la serliana del primo piano e la sovrastante finestra con arco a volta che alleggerisce il complesso frontone curvilineo. In fase di avviamento il processo di ripristino e restauro dell'area Frisotti.

#### Ospedale psichiatrico

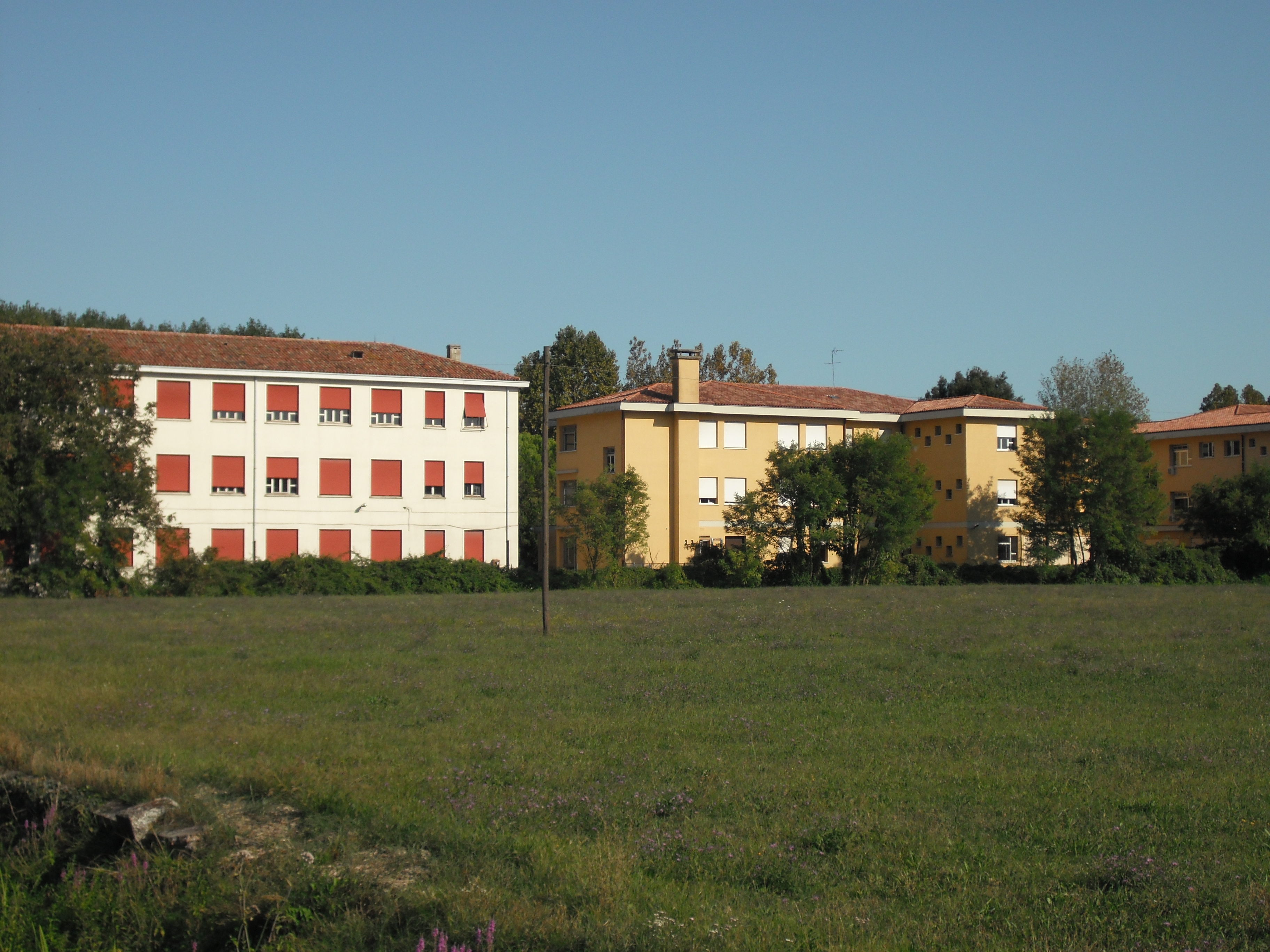
L'istituto Pancrazio.

In via Marocchesa ha sede un ospedale psichiatrico, fondato presso una villa che Andrea Pancrazio, medico veneziano a cui è intitolata la struttura, lasciò alla provincia di Venezia perché vi fosse istituita una colonia agricola per alienati lievi. Attivo dal 1º gennaio 1900, durante la prima guerra mondiale fu sgomberato per ospitare i soldati della terza armata che davano segni di squilibrio mentale.
Si sa che nel Cinquecento il terreno ad ovest apparteneva ai Pinci (o Penzin, Pencin) e vi sorgevano tre rustici abitati da affittuari; solo nel Settecento i Bravetti vi eressero una casa domenicale, passata nell'Ottocento ai Melissinò, quindi agli Scannavacche e, dal 1888, al dott. Pancrazio. Il terreno ad est era invece dei Sanudo e vi sorgevano due costruzioni rurali, mentre ai primi dell'Ottocento i Boldini vi eressero un terzo edificio; anche queste proprietà vennero acquisite dal medico veneziano.

#### Casa Amadi
È presso il crocicchio denominato Croserona, all'estremità orientale di via Marocchesa. Si tratta di un'antica casa di campagna veneziana dall'aspetto molto rustico, indicata in una mappa del 1590 come una proprietà dei Sanudo. Sono interessanti alcuni semplici ornamenti, oggi assai deteriorati, come ad esempio i sei medaglioni affrescati sulla facciata. La costruzione si trovava, prima che il suo corso fosse rettificato, in riva al Dese e quindi poteva essere raggiunta dalla Laguna via acqua; resta ancora un fabbricato, oggi adibito a uffici, utilizzato un tempo come cavana.

### Via Gatta

#### Villa Carboni Ghiara
L'edificio si trova presso la rotonda, nel luogo in cui un tempo insisteva Castelcigoto; è ormai inserita nel cuore del centro abitato.
Fu ricavato da una casa colonica indicata nelle mappe sin 1573 come proprietà dei Malipiero. Dopo il 1620 risultava dei Gabrieli, più tardi dei Vallaresso. Si deve forse ai Pasta, nel Settecento, la definitiva evoluzione in villa. Dalla fine dell'Ottocento fu degli Scaramuzza e attualmente è dei Carboni Ghiara.
Le aperture del fronte principale, rivolto a sud, sono tre per piano, in asse fra loro: al piano terra arcate a sesto acuto chiuse da infissi recenti; al primo piano semplici finestre rettangolari; al terzo, l'ammezzato, aperture circolari. Il tutto è concluso da una cornice in pietra.
Ai lati del palazzetto aderiscono inoltre due annessi più bassi.